# Jonolot
Jonolot – elektryczny latawiec, nowoczesny silnik oparty na zjawisku wiatru jonowego, gdy działa w atmosferze, lub wiatru elektronowego, gdy ośrodkiem jest próżnia.
Główne części silnika jonolotu to dwie elektrody, różniące się znacznie wymiarami. Górna elektroda jest cienkim drucikiem, natomiast dolna to dość wysoka aluminiowa blaszka. Dysproporcje te są bardzo ważnym warunkiem. Wokół górnego drucika gradient potencjału (z racji jego krzywizny) jest bardzo duży. Ponieważ panuje tam wysokie napięcie elektryczne (>30kV), jonizacja zachodzi bardzo szybko. Chmury jonowe przyciągane są do dolnej blaszki (przeciwnie naładowanej), gdzie dochodzi do depolaryzacji chmury i jej odepchnięcie w dół. Wiatr ten popycha cały silnik do góry. W przypadku działania w próżni zamiast chmur jonowych, z górnego drucika mogą być oddawane w przestrzeń elektrony, jednak sprawność wtedy znacznie spada. Wyżej opisany silnik oparty jest na patencie, jaki uzyskał w 1960 roku Townsend Brown N°US2949550.
Działanie jonolotu jest przykładem wykorzystania efektu Biefelda-Browna. Dotychczas brak pełnego wytłumaczenia tego efektu (np. tłumaczenie za pomocą wiatru jonowego jest niewystarczające, gdyż obserwowana siła jest o 3 rzędy wielkości większa niż wynikałoby to z obliczeń).